# 하나오카촌 (야마구치현)
하나오카촌(花岡村)은 야마구치현 쓰노군에 있던 촌이다. 

## 역사
- 1889년 4월 1일 - 정촌제 시행에 의해 3촌의 구역을 가지고 성립하였다.
- 1939년 11월 3일 - 구보촌, 구다마쓰정, 스에타케미나미촌과 합병해 구다마쓰시가 성립, 동일 하나오카촌은 폐지되었다.

## 교통

### 철도
- 철도성
  - 산요본선 (현 간토쿠선)

### 도로
- 국도 제2호선

현재는 구촌에 산요자동차도가 지나가지만, 당시엔 미개통

## 참고문헌
- 角川日本地名大辞典 35 山口県